# Vera Krepkina
Vera Samuilovna Krepkina (luego Kalashnikova, en ruso: Вера Самуиловна Крепкина (Калашникова); Kotelnich, 16 de abril de 1933-Kiev, 25 de abril de 2023) fue una atleta olímpica rusa que compitió por la Unión Soviética en las olimpiadas de 1952, 1956 y 1960. En todas las competiciones olímpicas terminó como cuarta en relevo 4 × 100 m y fue eliminada en el calor de los últimos 100 m En 1960 también tomó parte en salto largo y ganó una sorpresiva medalla de oro con un récord olímpico de 6.37 m, sobrepasando a la anterior campeona Elżbieta Krzesińska y a la récord mundial Hildrun Claus.

## Biografía
Nació el 16 de abril de 1933 en Kotelnich y pasó su infancia en la ciudad de Sharya. Su madre trabajaba como asistenta de limpieza en un hospital. Su padre fue soldado al principio de la Segunda Guerra Mundial pero no regresó con vida.
En 1948, en las competiciones de trabajadores ferroviarios, Vera conoció a la entrenadora Valentina Alexandrovna Dorogova, y siguiendo su consejo ingresó en la Escuela de Transporte Ferroviario de Vologd. Continuó practicando atletismo y en 1951 fue incluida en el equipo nacional de la URSS. En 1952 se casó con el oficial de primera línea Mikhail Krepkin y se mudó a Kiev, Ucrania. Fue miembro del Partido Comunista de la Unión Soviética desde 1955. En 1961 se graduó en Kiev. Entrenó con Alexander Babkin.
En la década de 1950, Krepkina era una de las velocistas más dominantes del mundo. Siete veces campeona de la URSS en carrera de velocidad, fue también dos veces campeona en Europa como parte del equipo soviético en el relevo 4×100 m Tuvo el récord mundial en los cien metros, 11.3 segundos, desde el 13 de septiembre de 1958 hasta el 19 de julio de 1961. Participó además en los Juegos Olímpicos de 1952 en Helsinki y de 1956 en Melbourne, obteniendo el 4° lugar en el relevo 4×100 m
En vísperas de los Juegos Olímpicos de 1960 en Roma, Krepkina comenzó a dominar una nueva disciplina, el salto de longitud. Un año antes de los Juegos Olímpicos, la atleta padecía de hepatitis y fue excluida del equipo olímpico, pero participó en un encuentro amistoso entre la URSS y los Estados Unidos y ganó el oro. Gracias a una orden personal de Yuri Romanov, jefe del Comité Estatal de Deportes de la URSS, Krepkina logró ir a los Juegos en Roma, pero como suplente.

El 31 de agosto de 1960, en las competiciones olímpicas de salto de longitud, que abrieron el programa de atletismo de los Juegos, Krepkina obtuvo el número 159. En el estadio Foro Itálico de Roma, Krepkina ganó la medalla de oro, derrotando a saltadores más experimentados, incluyendo a la anterior campeona olímpica Elzbieta Kshesinskaya de Polonia y la plusmarquista mundial Hildrun Klaus de la República Democrática Alemana. El resultado de Krepkina fue un nuevo récord olímpico de 6 metros y 37 centímetros. La madre de Vera Marya Mikhailovna reaccionó a esta victoria, comentando:
Mamá se echó a llorar cuando escuchó mi voz. Y luego comenzó a medir nuestra cabaña con pasos: "Uno, dos, tres, cuatro, cinco, seis..." Salió al porche y dijo: "¿Todavía no puedo entender cómo Vera saltó sobre nuestra cabaña?
Al igual que en los Juegos Olímpicos anteriores, Krepkina también compitió en las carreras de velocidad en Roma, ocupando nuevamente el cuarto lugar como parte del equipo de relevos.
En 1960, Krepkina recibió la Orden de Lenin. Fue miembro de la selección nacional de la URSS hasta 1965, luego trabajó como entrenadora para niños. En 2008, recibió el premio nacional ucraniano "Orgullo del país".
Murió el 25 de abril de 2023 a la edad de 90 años.

## Medallas
En el Campeonato Europeo de Atletismo ganó medallas de oro en los relevos 4 × 100 m en 1954 y 1958 y en 1958 terminó segunda en los 100 metros planos.
Fue un miembro del equipo soviético que en 1956 estableció un récord mundial en el relevo 4 x 100 m, y en 1958 empató el récord mundial (11.3 segundos) en los 100 metros planos.
Durante su carrera Krepkina ganó ocho títulos soviéticos en los 100 m planos: en 1952, 1957 y 1958; 200 m en 1952; relevo de 4 × 100 m en 1952, 1960 y 1965; y en el relevo 4 × 200 en 1952. En su retiro trabajó como entrenadora atlética infantil.

## Distinciones
- Maestra de los Deportes de la Unión Soviética.
- Orden de la Princesa Olga de segunda (2019) y tercera clase (2015).[10][11]
- Orden de Lenin (2008).